# Tresse
Tresse (em latim: Tressis) era uma moeda romana de bronze que tinha tinha três vezes o valor de um asse. Foi cunhada apenas duas vezes durante a época da República Romana, a primeira vez em 260 a.C., e pela segunda vez em 215 a.C.. Ambas as cunhagens foram realizadas em Roma.
Em um dos lados dessa moeda existem três linhas verticais, cada um das quais representa o valor de um asse. No outro lado existe a figura de uma cabeça humana olhando a deusa Roma. Após a introdução do denário a moeda foi abolida devido ao seu tamanho.